# Phylladiorhynchus integrirostris
Phylladiorhynchus integrirostris är en kräftdjursart som först beskrevs av James Dwight Dana 1852.  Phylladiorhynchus integrirostris ingår i släktet Phylladiorhynchus och familjen trollhumrar. Inga underarter finns listade i Catalogue of Life.